# ハッスル軍
ハッスル軍（ - ぐん）は、プロレス興行ハッスルに登場するプロレスラーを中心としたベビーフェイスユニットの名称。主にヒール軍団である高田モンスター軍との抗争が中心である。

## 概要
「日本のプロレス界を根こそぎブチ壊す！」と宣言した高田総統（高田延彦扮するが、ギミック上は別人）率いる高田モンスター軍に対抗する、日本のプロレス界を守る軍団、という設定である。苦難を乗り越えながら戦う、というベースラインが設定されているためか、選手の離反、高田モンスター軍への裏切り、などの波乱がストーリーに組み込まれることが多い。
結成当初は橋本真也、小川直也を中心としたチームであったが、橋本真也の離脱（肩の手術とリハビリ、のち死去）により小川直也、大谷晋二郎、川田利明を中心としたチームとなる。その後川田利明の高田モンスター軍への裏切り、坂田亘のハッスル軍からの離反および坂田軍結成などを経て、2005年11月3日のハッスルマニア以降はレイザーラモンHGがチームの中心選手となっている。
2005年12月31日のPRIDEで小川直也が骨折負傷して以降は、元WWEのTAJIRIが加わり、HG、大谷晋二郎、TAJIRIがチームの看板となった。
2006年4月20日の小川直也復帰後は、HG、大谷晋二郎、TAJIRI、小川直也が看板となる。
2007年3月15日に小川直也（2008年現在休業）がモンスター軍に寝返り、リーダーには大谷晋二郎、副キャプテンにHGがなる。しかし、同年3月18日にTAJIRIが、さらに4月21日の『ハッスル22』で大谷がモンスター軍に強制的に移籍させられ、ハッスル軍はたった4名しかいない壊滅状態となった。しかし坂田亘の提案によりハッスル軍と旧坂田軍団が合併し、『新生ハッスル軍』が誕生した。
2007年6月17日の『ハッスルエイド2007』では新生ハッスル軍がモンスター軍に全勝する活躍を見せ、モンスター軍No.2だった天龍源一郎がHGに敗れたことによりモンスター軍追放となり、7月14日の『ハッスル24』よりハッスル軍に加わった。同年10月、TAJIRIが全快してハッスル軍に復帰する。
2008年までは、リーダーに坂田亘、会長に『ハッスル大将』の天龍源一郎、副キャプテンにHG、参謀役にTAJIRIがなっていたが、坂田亘は2008年の『ハッスルGP』決勝戦での敗戦以降失踪し、ナットーマンに変身する。さらに、HGはハッスル・マニア2008にて高田モンスター軍へ裏切り、台所事情が苦しいことを露呈してしまった。
2009年1月に、高田モンスター軍の長期政権を終わらせるべく、「CHANGE」を合言葉にメンバーを一新し、ボノちゃんが「ボノくん」と改名した上でハッスル軍のリーダーに就任した。6月25日、RGがHGを後楽園ホールで開かれたハッスルツアーで破り、これによって洗脳が解かれたHGが再加入。しかしナットーマンの活動を終えた坂田はモンスター軍に造反した小路晃に協力する形で事実上離脱する。